# Ministero della protezione ambientale e delle risorse naturali
Il Ministero della protezione ambientale e delle risorse naturali (in ucraino Міністерство захисту довкілля та природних ресурсів України, Міндовкілля?, Ministerstvo zachystu dovkillja ta pryrodnych resursiv Ukraïny, Mindovkillja) è un dicastero del gabinetto dei ministri ucraino che gestisce il monitoraggio e lo sviluppo dell'ambiente e delle risorse naturali in Ucraina.
L'attuale ministro è Ruslan Strilec', in carica dal 4 novembre 2021.

## Storia
Il Ministero è stato istituito con decreto n° 425 del 27 maggio 2020 dal Gabinetto dei ministri dell'Ucraina, che prevedeva inoltre la ridenominazione del precedente dicastero, ossia il Ministero dell'energia e della protezione ambientale, in Ministero dell'energia.

## Ministri
- Roman Abramovs'kij (17 giugno 2020-3 novembre 2021)
- Ruslan Strilec' (dal 4 novembre 2021)